# Solo Acoustic, Vol. 1
Solo Acoustic, Vol. 1 è un album live di Jackson Browne, pubblicato nel 2005.
Il disco presenta brani eseguiti dall'artista americano rigorosamente dal vivo, accompagnato solamente da chitarra acustica e pianoforte.

## Tracce
1. The Barricades of Heaven – 6:00
2. These Days – 3:39
3. The Birds of St. Marks – 4:47
4. Fountain of Sorrow – 7:05
5. Your Bright Baby Blues – 6:12
6. For a Dancer – 4:48
7. Too Many Angels – 5:08
8. For Everyman – 4:37
9. Lives in the Balance – 3:38
10. Looking East – 5:42
11. The Pretender – 6:40
12. Take It Easy – 4:09
13. The Rebel Jesus (Bonus track)